# IC 4779
IC 4779 ist eine Spiralgalaxie vom Hubble-Typ Sab im Sternbild Pfau am Südsternhimmel. Sie ist schätzungsweise 218 Millionen Lichtjahre von der Milchstraße entfernt und hat einen Durchmesser von etwa 60.000 Lichtjahren.

In der gleichen Himmelsregion befinden sich auch die Galaxien IC 4770, IC 4771, IC 4781, IC 4784.
Das Objekt wurde am 20. Juli 1901 von DeLisle Stewart entdeckt.